# Burg Hohenegg (Niederösterreich)
Die Burg Hohenegg ist die Ruine einer Höhenburg im Dunkelsteinerwald in Hafnerbach im Bezirk Sankt Pölten-Land in Niederösterreich.
Bis zur Aufhebung der Grundherrschaft im Jahr 1848 war Hohenegg die älteste und bedeutendste Herrschaft unter allen, die zur vereinigten Herrschaft Mitterau gehörten.

## Geschichte
Die Burg wird erstmals 1140 urkundlich erwähnt. 1173 nannte sich der Sohn von Hermann von Stein, Graf Gebhart, nach der Burg Hohenegg. Nach 1188 kam die Burg an einen Zweig der Grafen von Hohenburg, die sie in die Ehe mit Diepold Markgraf von Vohburg einbrachten. Um 1210 wurde die Burg als landesfürstliches Lehen an Rudolf von Pottendorf vergeben. Um 1358 erwarb Reinprecht I. von Walsee die Burg von seinem Schwager Leutold von Pottendorf. Die Herren von Walsee ließen 1463 größere Ausbauten vornehmen. Wolfgang V. von Walsee verkaufte 1464 Burg Hohenegg an Matthäus Spaur, der ein Jahr zuvor die Ausbauten vorgenommen hatte. Diesem folgten 1513 Sigmund und 1534 Christoph, Freiherr von Spaur als Burgherren nach.
1542 verkauft Christoph von Spaur die Burg an Ludwig von Kirchberg. 1571 erhielten sie dessen Erben.
1579 erwarb Albrecht, Freiherr von Enenkel, die Herrschaft und Burg Hohenegg von den kirchbergischen Erben und ließ sie zwischen 1584 und 1594 in ein Renaissanceschloss umbauen. Die Burg ging 1606 an die Familie Mamming über.
1624 kam die Herrschaft Hohenegg mit der Belehnung von Graf Ernesto Montecuccoli durch Kaiser Ferdinand II. an die Montecuccoli, die bis in die heutige Zeit noch bedeutende Güter (z. B. Schloss Mitterau) in der Region besitzt. 1631 residierte Gräfin Barbara Montecuccoli auf Hohenegg. Raimondo Montecuccoli ließ Hohenegg später erneut ausbauen und errichtete auch die Vorburg und den siebengeschoßigen Glockenturm. Um 1740 verlegte Graf Zeno Montecuccoli aus Kostengründen den Herrschaftssitz von Burg Hohenegg ins nahe Schloss Mitterau. Burg Hohenegg war damit zwar nicht mehr Sitz der Montecuccoli, jedoch gehörte es immer noch zu ihrem Besitz. Mit dem Umzug der Familie wurde die Herrschaft Hohenegg Teil der Herrschaft Mitterau, da diese nun neuer Herrensitz geworden war. 
Eine Widerstandsgruppe aus dem Fliegerhorst Markersdorf nutzte im Zweiten Weltkrieg die einsame Gegend zur Begründung eines geheimen Treffpunkts und Lagers.

### Die Herrschaft Hohenegg um 1837

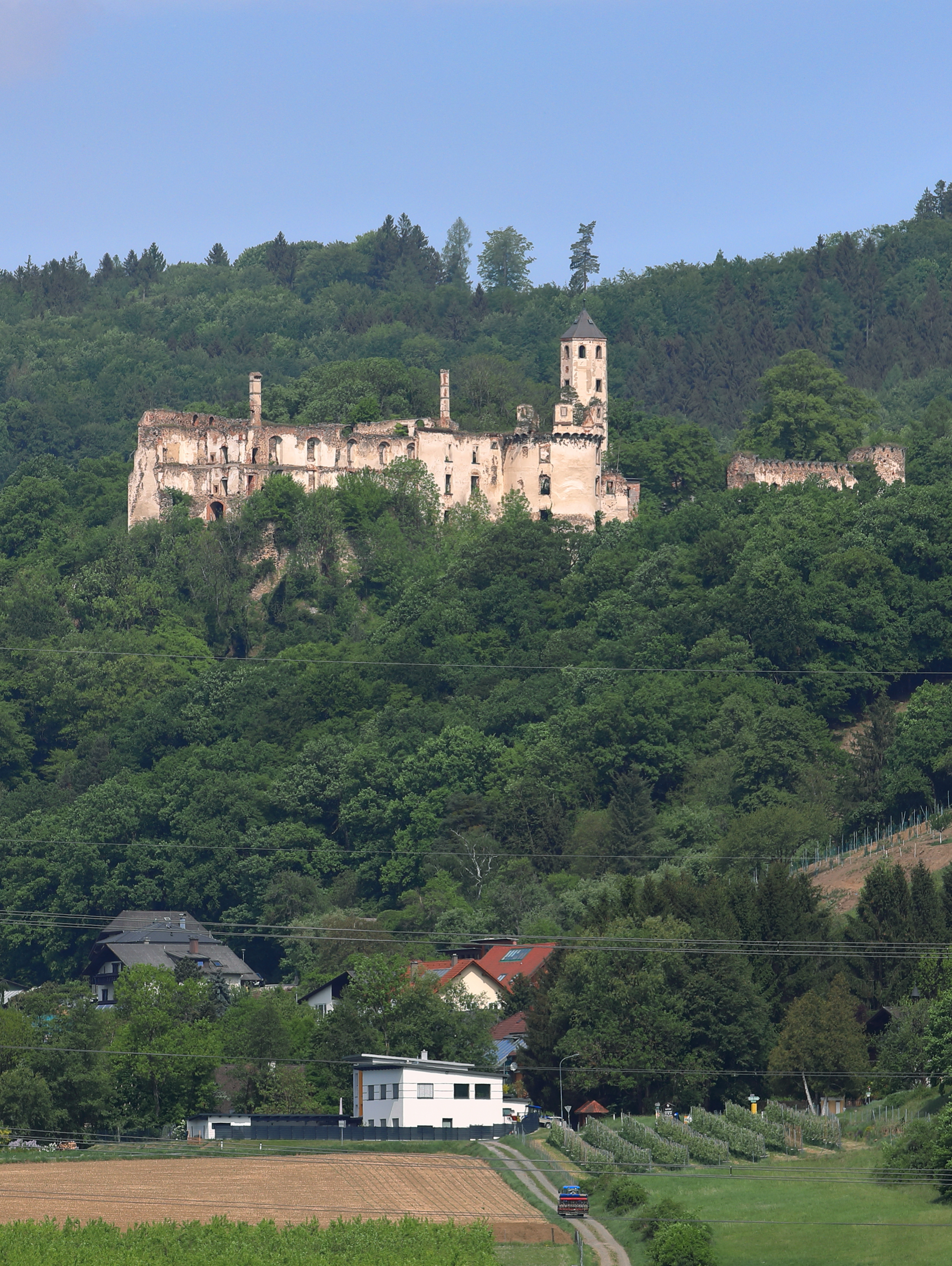
Südostansicht der Burgruine Hohenegg

Die Herrschaft Hohenegg war 1837 der größte und älteste Teil der vereinigten Herrschaft Mitterau der Montecuccoli in Niederösterreich. Über das Gebiet von Hohenegg ist in Darstellung des Erzherzogthums Oesterreich unter der Ens folgendes zu lesen:

„Zur Herrschaft Hohenegg gehören seit vielen Jahren die Ortschaften: Dörfchen Hohenegg, Hafnerbach mit der Pfarre, Pfaffing, Sassendorf, Zendorf, Windschnur, Stein, Eichberg, Oed, Hengstberg, Korning, Ober= und Unter= Graben, Doppl, Rannersdorf, Ritzersdorf und Wimpassing, die nun alle mit Mitterau vereinigt sind.“